# 襄城文庙
襄城文庙，又称孔庙、黉学，是一处"庙学合一"的县级文庙，位于河南省襄城县城关镇利民西街，坐北向南，东西宽118米，南北长192米，占地22000多平方米。
始建于唐贞观二年(628年)，其位置是否在今址已不可考。宋代起襄城文庙已位于今址，金朝初年在战火焚毁殆尽，经过数次修整，形式“庙学合一”的历史格局。元明清期间皆有多次修葺或重修。
由于战乱、自然损坏与人为拆除，现仅存两座明代建筑：奎壁和大成殿，及四处遗址遗迹：泮池遗址、棂星门基址、墙垣局部、奎井等四处遗址遗迹，周边保留有学前街、奎井巷等历史道路。奎壁（又名琉璃影壁）为挑山式建筑，由三组彩色砖砌雕组成，建于明万历十三年(1585年)建，长24.45米、高9.5米、厚1.63米。大成殿是明正统年间在元代大成殿基础上重建的，现存五间。 

1963年，成为河南省第一批省级文物保护单位。2013年，被公布为第七批全国重点文物保护单位。